# Graafschap Kirchberg-Weißenhorn
Het graafschap Kirchberg-Weißenhorn was een tot de Oostenrijkse Kreits behorend graafschap binnen Voor-Oostenrijk.
Door de territoriale politiek van hertog Georg van Beieren-Landshut ontstond het graafschap Kirchberg-Weißenhorn, dat uit vier delen was opgebouwd.
- In 1342 was de heerlijkheid Weißenhorn uit het bezit van de heren van Neuffen aan Beieren gekomen, maar vervolgens langdurig verpand. Hertog Georg wist het weer in bezit te nemen.
- In 1491/98 werd het graafschap Kirchberg gekocht van de graven van Kirchberg
- In 1482 werd de heerlijkheid Wullenstetten gekocht van de graven van Kirchberg
- In 1496 werd de heerlijkheid Pfaffenhofen gekocht van de familie Ehinger.

Na de dood van hertog Georg brak de Landshuter Successieoorlog uit. Als gevolg van deze oorlog kwam het graafschap in 1505 aan Voor-Oostenrijk. Oostenrijk verkocht het bezit in 1507 aan Jakob Fugger. Het complex bestond uit het graafschap en slot Kirchberg, het slot Illerzell, de voogdij over de abdij Wiblingen, de heerlijkheid Wullenstetten, de heerlijkheid Pfaffenhofen en de stad en de heerlijkheid Weisßenhorn. Het was echter een uitzonderlijke verkoop: Oostenrijk hield het recht van wederkoop en de landshoogheid bleef bij Oostenrijk. De familie Fugger, die niet van adel was, had moeite het gezag over haar vazallen te handhaven. In 1514 droeg de keizer de adel op de bezitter van het graafschap als rijksgraaf tegemoet te treden. Uiteindelijk werd in 1526 de titel rijksgraaf werkelijk verleend. De titel graaf van Kirchberg en Weißenhorn werd door alle takken van het huis Fugger gevoerd.
In 1735 maakte Oostenrijk gebruik van het recht van wederkoop. Geldgebrek dwong Oostenrijk al in 1735 het graafschap weer aan Fugger te verkopen. Deze keer zonder recht van wederkoop, zodat de status van het graafschap voortaan helder was. 
Volgens artikel 8 van de Vrede van Presburg met het Eerste Franse Keizerrijk van 26 december 1805 werd het markgraafschap Burgau door Oostenrijk aan het koninkrijk Beieren afgestaan. Dit betekende dat de politieke relatie die de gebieden van Fugger binnen de Oostenrijkse Kreits met Oostenrijk hadden, overging op Beieren.
Artikel 24 van de Rijnbondakte van 12 juli 1806 stelde de bezittingen van de graven en heren van Fugger onder de soevereiniteit van het koninkrijk Beieren: de mediatisering. 
Het grensverdrag tussen de koninkrijken Beieren en Württemberg van 1810 legde de grens langs de rivier de Iller, waardoor Kirchberg bij Württemberg kwam en Weißenhorn bij Beieren bleef.

## Bestuur
Het graafschap werd bestuurd via twee hoofdambten: Kirchberg en Weißenhorn. Van 1649 tot 1724 was Pfaffenhofen als  een derde hoofdambt afgesplitst van Weißenhorn. Dit hield verband met de stichting van een zijtak van het huis Fugger.